# Marina di Belmonte
Marina di Belmonte Calabro is een plaats (frazione) in de Italiaanse gemeente Belmonte Calabro.